# Кока, Евгений Константинович
Евге́ний Константи́нович Ко́ка (рум. Eugen Coca; 3 (15) апреля 1893, Курешница, Сорокский уезд, Бессарабская губерния — 9 января 1954, Кишинёв) — молдавский советский скрипач и композитор, заслуженный деятель искусств Молдавской ССР (1946).

## Биография
Евгений Кока родился 3 (15) апреля 1893 года в селе Курешница Сорокского уезда Бессарабской губернии.
В детстве учился игре на скрипке у собственного отца — известного лэутара Костаке Кока, потом в Кишинёвской музыкальной школе Русского музыкального общества по классу Иосифа Финкеля и К. Теута. В 1926 году окончил частную кишинёвскую консерваторию «Униря» по классу скрипки.
Как исполнитель, выступал во многих городах Румынии и Бессарабии, а впоследствии СССР. В 1942 году, подделав свидетельство о крещении, добился освобождения из Кишинёвского еврейского гетто своего зятя Эммануила Пинчевского.
Как композитор, Евгений Кока охватил огромное количество жанров: симфония, балет, оратория, хоровая сюита, симфоническая поэма, романс, музыка к спектаклям и фильмам, пьесы для фортепиано и скрипки, обработка народных песен и мелодий. Автор музыки к первой молдавской музыкальной комедии «Марийкино счастье» Леонида Корняну, детской оперы «Жар-птица» (Птица Майастра — Pasǎrea Maiastrǎ), музыки к пьесе Леонида Корняну и Якова Кутковецкого «В долинах Молдавии» (поставлена под названием «Освобождение идёт с Востока», 1945, Кишинёв) и многих других сочинений.
В память об Евгении Коке названы улицы в Кишинёве (на Боюканах, 1954), Дрокии, Сороках и Страшенах и специальная музыкальная школа-интернат в Кишинёве (1967). На доме в Кишинёве (ул. Матеевича, 97), где жил Кока, установлена мемориальная доска.

## Сочинения
- опера «Жар-птица, или Принц Ионел и волшебный волк» (для детей, 1926);
- балет «Цветы маленькой Иды» (по сказке X. К. Андерсена, 1926);
- музыкальная комедия «Марийкино счастье» (совместно с К. Бенцом, на либретто Л. Е. Корняну, Кишинёв, 1951);
- кантата для хора и симфонического оркестра «Поёт сердце Молдавии» (слова Е. Н. Букова);
- картина для симфонического оркестра «Ночь в Крыму» (1915);
- две симфонии (1928, 1932);
- для симфонического оркестра — Молдавское каприччио (1937, 1-я премия на Международном конкурсе им. Джордже Энеску), поэма «Кодрул» (1950);
- для скрипки и симфонического оркестра — Весенняя симфония (фантазия, 1941);
- 2 струнных квартета (1928, 1949);
- для голоса и фортепиано — романсы на слова М. Эминеску, Л. Е. Корняну и др.;
- для хора — оратория «Котовский» (слова Е. Н. Букова), сюита «Дойна» (слова Е. Н. Букова);
- песни на слова Л. Корняну, Е. Н. Букова, Е. Цепилова и др.;
- музыка к драм. спектаклям и фильмам.